# Ischnopsis
Ischnopsis là một chi bướm đêm thuộc họ Coleophoridae.